# Ligne polygonale
 (juin 2013).
Si vous disposez d'ouvrages ou d'articles de référence ou si vous connaissez des sites web de qualité traitant du thème abordé ici, merci de compléter l'article en donnant les références utiles à sa vérifiabilité et en les liant à la section « Notes et références ».

Ligne brisée

En mathématiques, une ligne polygonale ou une ligne brisée est une figure géométrique formée d’une suite de segments de droites reliant une suite de points. Une ligne brisée fermée constitue un polygone.
En jargon informatique, notamment géomatique, une ligne polygonale est par apocope couramment nommée polyligne. Elle peut alors être formée de segments de droites ou de segments de courbes.

## Définition
Soient A1, A2, A3, … , An, n points (n ≥ 2) du plan affine euclidien usuel, ou d'un espace affine plus général.
On appelle alors ligne polygonale la figure notée A1A2A3…An et constituée par la suite des n – 1 segments [A1A2], [A2A3], … , [An–1An]. Les points Ai sont appelés les sommets successifs de la ligne polygonale. De même, Les segments [AiAi+1] sont les segments successifs de la ligne polygonale. Le point Ai est nommé sommet commun des deux segments successifs [Ai-1Ai] et [AiAi+1].

Polygone

La ligne polygonale est dite « fermée » si A1 = An ; on parle alors de polygone. Elle est dite « simple » si les segments ne se coupent pas, c'est-à-dire lorsque l'intersection de deux segments distincts appartenant à la ligne polygonale est soit vide, soit réduite à leur sommet commun dans le cas de deux segments successifs.
Une ligne polygonale est une spline uniforme de degré 1,. On peut considérer une telle ligne dans un espace de dimension autre que 2.

## Longueur
Avec les notations précédentes, si l'espace est muni d'une norme, on peut définir la longueur de la ligne polygonale par
{\displaystyle L=\sum _{i=1}^{n-1}A_{i}A_{i+1}.}
Par application de l'inégalité triangulaire, cette longueur est soit égale soit supérieure à la distance A1An.
- Dans un espace euclidien, l'inégalité triangulaire (qui n'est autre que l'inégalité de Minkowski) ne devient égalité que quand les points sont tous alignés, et même rangés dans l'ordre des indices sur une même droite. Dans ce cas, parcourir la ligne polygonale revient à aller en ligne droite de A1 à An.On résume cela en disant que « la ligne droite est le plus court chemin d'un point à un autre » (parmi les lignes brisées).
- Dans un espace vectoriel normé général, la ligne droite est bien un plus court chemin, mais a priori parmi plusieurs autres.

Le concept de longueur d'une ligne polygonale sert de fondement à la définition générale de la longueur d'un arc de courbe, et permet de prouver que le slogan « la ligne droite est le plus court chemin d'un point à un autre » est vrai pour une plus grande classe de chemins.

## Polyligne

Polyligne composée de segments de courbes et de droites

Sur le modèle de l’anglais polyline, les logiciels de DAO, comme AutoCAD, emploient exclusivement le terme polyligne.